# Friedrich Eiden
Friedrich Eiden (* 29. August 1925 in Trier; † 6. März 2017) war ein deutscher Chemiker und Professor für Pharmazie und Lebensmittelchemie an der Ludwig-Maximilians-Universität München.

## Leben
Friedrich Eiden wurde 1925 als Sohn eines Juristen geboren. In seiner Geburtsstadt Trier besuchte er Volksschule und Gymnasium, wechselte danach an eine Privatschule in Hamburg und legte die Reifeprüfung ab. Während des Zweiten Weltkriegs diente er in der Wehrmacht und geriet 1943 in Gefangenschaft, wo er bis 1945 verblieb. Nach Kriegsende arbeitete er als Praktikant in einer Apotheke in Bremen.
Von 1949 bis 1952 studierte Eiden Pharmazie an der Universität Marburg und erhielt nach dem Pharmazeutischen Staatsexamen die Apothekerapprobation. Ab 1955 absolvierte er ein Chemiestudium in Marburg, das er als Diplomchemiker abschloss. 1955 wurde er dort zum Dr. phil. im Fach Pharmazeutische Chemie promoviert (bei Horst Böhme). Seine Dissertation schrieb er Über Diaminomethan-Derivate und ihre Salze. Im Anschluss arbeitete er als Böhmes Assistent und für das Darmstädter Unternehmen Merck.
Nach zweijährigem DFG-Stipendium war Eiden ab 1959 als Assistent am Pharmazeutisch-Chemischen Institut der Universität Marburg tätig. Dort erlangte er 1961 die Lehrberechtigung (Venia legendi) in Pharmazeutischer Chemie und begann als Privatdozent zu lehren. 1963 erhielt er das Carl-Mannich-Stipendium der Deutschen Pharmazeutischen Gesellschaft. Ab 1964 lehrte er zunächst als außerordentlicher, ab dem Folgejahr als ordentlicher Professor an der FU Berlin. Dort war er Direktor des Pharmazeutischen Instituts. 1969 lehnte er einen Ruf nach Marburg ab und wurde stattdessen Inhaber des Lehrstuhls für Pharmazeutische Chemie der Ludwig-Maximilians-Universität München. Von 1969 bis 1994 gehörte er dem Vorstand des Instituts für Pharmazie und Lebensmittelchemie der Universität München an. 1982 wurde er Mitglied der Deutschen Akademie der Naturforscher Leopoldina.
Seine Arbeitsgebiete waren Synthese und Analyse von Arzneimitteln.